# 올림픽 독립 선수단
올림픽 독립 선수단(올림픽 獨立 選手團, Independent Olympic Athletes) 또는 올림픽 독립 참가 선수단(올림픽 獨立 參加 選手團, Independent Olympic Participants)은 특정 국가가 올림픽 개최 이전에 소멸되어 국가 올림픽 위원회가 해체된 상태, 특정 국가가 국제 사회의 제재로 인해 올림픽 참가가 금지된 상태, 공식적인 국가 올림픽 위원회가 올림픽 개최 이전까지 구성되지 않은 상태, 국가 올림픽 위원회가 국제 올림픽 위원회로부터 자격 정지 처분을 받은 상태에서 올림픽에 참가한 선수단에 관한 명칭이다.

## 1992년 하계 올림픽
1992년 하계 올림픽에서는 유고슬라비아 연방 공화국과 마케도니아 공화국(현재의 북마케도니아) 출신 선수들이 올림픽 독립 참가 선수단 명의로 참가했다. 유고슬라비아 연방 공화국(세르비아와 몬테네그로)는 대회 당시에 유고슬라비아 전쟁과 관련된 유엔 안전 보장 이사회의 제재로 인해 올림픽 참가가 금지된 상태였으며 마케도니아 공화국은 공식적인 국가 올림픽 위원회가 구성되지 않은 상태였다.

## 2000년 하계 올림픽
2000년 하계 올림픽에서는 동티모르 출신 선수들 4명이 올림픽 개인 선수단(올림픽 個人 選手團, Individual Olympic Athletes) 명의로 참가했다. 동티모르는 대회 당시에 유엔의 지원을 통해 인도네시아로부터 독립한 주권 국가 수립 작업을 진행하고 있던 상태였다.

## 2012년 하계 올림픽
2012년 하계 올림픽에서는 옛 네덜란드령 안틸레스 출신 선수들 3명과 남수단 출신 선수 1명이 올림픽 독립 선수단 명의로 참가했다. 네덜란드령 안틸레스는 2010년 10월 10일에 있었던 네덜란드령 안틸레스의 해체로 인해 네덜란드령 안틸레스 국가 올림픽 위원회가 국제 올림픽 위원회로부터 회원국 지위를 상실한 상태였으며 2011년 7월 수단으로부터 독립한 남수단은 대회 당시에 공식적인 국가 올림픽 위원회가 구성되지 않은 상태였다.

## 2014년 동계 올림픽
2014년 동계 올림픽에서는 인도 출신 선수들 3명이 올림픽 독립 참가 선수단 명의로 참가했다. 인도 올림픽 협회는 대회 당시에 인도 정부의 간섭이 문제가 되어 2012년 12월에 국제 올림픽 위원회로부터 자격 정지 처분을 받은 상태였다. 2014년 2월 11일에 인도 올림픽 협회에 대한 국제 올림픽 위원회의 자격 정지 처분이 해제됨에 따라 인도라는 이름과 인도의 국기를 달고 경기에 참석할 수 있게 되었다.

## 2016년 하계 올림픽
2016년 하계 올림픽에서는 쿠웨이트 출신 선수들 9명이 올림픽 독립 선수단 명의로 참가했다. 쿠웨이트 올림픽 위원회는 대회 당시에 쿠웨이트 정부의 간섭이 문제가 되어 2015년 10월에 국제 올림픽 위원회로부터 자격 정지 처분을 받은 상태였다.

## 2018년 동계 올림픽
2018년 동계 올림픽에서는 러시아 출신 선수들이 올림픽 독립 선수단 성격을 띤 러시아 출신 선수단(러시아 出身 選手團, Olympic Athlete from Russia) 명의로 참가했다. 러시아 올림픽 위원회는 대회 당시에 국가 차원의 도핑 스캔들로 인하여 2017년 12월에 국제 올림픽 위원회로부터 자격 정지 처분을 받은 상태였다.

## 2020년 하계 올림픽
러시아에서 일어난 국가 차원의 도핑 스캔들에 대한 세계 반도핑 기구(WADA)의 결정에 따라 러시아는 2020년 하계 올림픽에서 러시아 올림픽 위원회의 약칭인 "ROC"라는 이름으로 참가했다. 국제 올림픽 위원회는 2020년 하계 올림픽에서는 러시아의 국기가 러시아 올림픽 위원회의 기로 대체될 것이라고 발표했다. 또한 러시아의 나라색, 러시아 올림픽 위원회의 로고, "ROC"라는 약칭이 새겨진 팀 유니폼을 사용하는 것도 허용되었다.

## 2022년 동계 올림픽
러시아에서 일어난 국가 차원의 도핑 스캔들에 대한 세계 반도핑 기구(WADA)의 결정에 따라 러시아는 2022년 동계 올림픽에서 러시아 올림픽 위원회의 약칭인 "ROC"라는 이름으로 참가했다. 국제 올림픽 위원회는 2020년 하계 올림픽에서는 러시아의 국기가 러시아 올림픽 위원회의 기로 대체될 것이라고 발표했다. 또한 러시아의 나라색, 러시아 올림픽 위원회의 로고, "ROC"라는 약칭이 새겨진 팀 유니폼을 사용하는 것도 허용되었다.

## 같이 보기
- 올림픽 난민 선수단